# Brita Bager
Sigrid Brita Sophie Bauer, tidigare Bager, född 16 oktober 1917 i Kalmar stadsförsamling, Kalmar län, död 22 december 1998 i Hedvig Eleonora församling, Stockholms län, var en svensk medarbetare i Radio Königsberg.

## Biografi
Brita Bager, vars far hade varit militärattaché i Tyskland under Weimarrepubliken, reste till Tyskland i början av 1940-talet för att praktisera inom sjukvård. I februari 1942 blev hon anställd av Hitlerregimens svenskspråkiga propagandaprogram i radio som under andra världskriget en tid sändes via den starka sändaren i Königsberg och därför benämndes Radio Königsberg. Brita Bager presenterade nyheter och samtalade med svenskan Dagmar Cronstedt om vardagslivet i Berlin.
Brita Bager var dotter till kommendörkaptenen Helge Bager och Dagmar Jeansson, som senare gifte om sig med generalen Helge Jung. Brita Bager gifte sig först med godsägaren Curt Isoz och sedan efter skilsmässa med generalmajoren Per-Hjalmar Bauer.